# Tempête de boulettes géantes (série télévisée d'animation)
Tempête de boulettes géantes, ou Il pleut des hamburgers au Québec, (Cloudy with a Chance of Meatballs) est une série télévisée d'animation américano-canadienne en 104 épisodes de 11 minutes, créée par Mark Evastaff et Alex Galatis et diffusée à partir du 20 février 2017 sur Cartoon Network et depuis le 11 janvier 2018 sur Boomerang SVOD jusqu'au 30 juin 2018. La série est basée sur les films du même nom.
Au Canada, la série fut à l'origine commandée par Teletoon. Elle est finalement diffusée dès le 10 avril 2017 sur YTV. Au Québec, la série est diffusée depuis le 30 juin 2017 sur Télétoon. En France, elle est diffusée sur Boing depuis le 4 septembre 2017 et dès le 26 février 2018 sur France 3 dans l'émission Ludo.

## Synopsis
Avant les événements du premier film, Flint Lockwood est un lycéen qui rêve de devenir un scientifique. Dans ses aventures, il est accompagné de Sam Sparks, une nouvelle fille qui est journaliste au lycée.

## Fiche technique
Sauf indication contraire, les informations mentionnées dans cette section peuvent être confirmées par la base de données cinématographiques IMDb,  présente dans la section « Liens externes ».
- Titre original : Cloudy with a Chance of Meatballs
- Titre français : Tempête de boulettes géantes
- Autres titres francophones : Il pleut des hamburgers (Québec)
- Création : Mark Evastaff et Alex Galatis
- Réalisation : Johnny Darrell, Andrew Duncan, Steven Garcia et Jos Humphrey
- Scénario : Mark Robert Edwards, Evan Thaler Hickey, Laurie Elliott, Terry McGurrin et Betsy Walters
- Direction artistique : Ridd Sorensen
- Musique : Steffan Andrews (en)
- Montage : Simon Davidson
- Production : Lesley Jenner et James Brown
  - Production déléguée : Steven DeNure, Ken Faier, Asaph Fipke (en), Kirsten Newlands, Rick Mischell, Josh Scherba et Mark Evestaff
- Sociétés de production : Sony Pictures Animation et DHX Media, en association avec Corus Entertainment
- Sociétés de distribution (télévision) : Sony Pictures Television (États-Unis), DHX Distribution (international)
- Pays d'origine :  États-Unis,  Canada
- Langue originale : anglais
- Genre : série d'animation, comédie
- Durée : 22 minutes

## Distribution
| - Mark Edwards : Flint Lockwood, Steve - Katie Griffin (en) : Sam Sparks - David Berni (en) : Bébé Brent - Seán Cullen (en) : Tim Lockwood, le maire Shelbourne, vieux Rick - Patrick McKenna : Gil, Manny - Clé Bennett : Earl Devereaux | - Aurélien Ringelheim : Flint Lockwood - Delphine Chauvier : Sam Sparks - Daniel Nicodème : Bébé Brent - David Manet : le maire Shelbourne - Claudio Dos Santos : Earl Devereaux |

- Version française :
  - Société de doublage : Nice Fellow
  - Direction artistique : Daniel Nicodème
  - Adaptation des dialogues : Daniel Danglard

 Source et légende : version française (VF) sur RS Doublage et le générique de fin.

## Épisodes

### Première saison (2017-2018)
1. Et le gagnant est... (And the Winner Is...)
2. Princesse Mini Matou (Princess Kittymittens)
3. Invente-le, toi ! (Invent This!)
4. Parfum Bacon (Bacon Girl)
5. Qui tu traites de poubelle ? (Who You Calling Garbage?)
6. La Ballade de Johnny Sardine (The Ballad of Johnny Sardine)
7. Monnaie de singe (Millionaire Monkey)
8. Les Nounous de bébé Brent (Baby Brent Sitter)
9. Le Globe (Spoiler Orb)
10. Opération Panda (The Pandas are Coming)
11. Réservé aux inventeurs (Inventors Only)
12. Robo-coq (Clock-a-Doodle-Doo)
13. Sardinoc (The Sardemon)
14. Earl ou Pearl (Earl or Pearl?)
15. La Fête de la sardine (Sardinefest)
16. De vrais frères siamois (Total Samesies)
17. Flint Kong (Monkey Me, Monkey You)
18. L'Invention du siècle (Best Invention Ever!)
19. Sacrée sardine (That's Sal, Folks!)
20. Nuageux avec risque de nuages (Cloudy With a Chance of Clouds)
21. La Science du prout (The Science of the Toot)
22. Monsieur Stressé (Mr. Stressup)
23. Réalité virtu-Earl (Virtu-Earl Reality)
24. À un cheveu près (Hair We Go Again)
25. L'Apocalypse en capsule (It's About Time)
26. Le Boucher de Boulangeville (Self-Helpie)
27. Les Fausses vacances (Happy Clappy Monkey)
28. Le Combat des robots (Robot Rumble)
29. Le Meilleur papa du monde (My Pop Is Tops)
30. Clint (Clone Alone)
31. Jamais sans ma blouse (Coat of Harms)
32. Le Earl de mes rêves (Earl of My Dreams)
33. Le Programme spatial (Spacy Race)
34. Tim et Jim (Tim and Jim)
35. Fri-hantise ! (Mayornormal Activity)
36. Flintenstein (Flintenstein)
37. Oiseaux-rats contre vers au fromage (Ratbirds and Cheesyworms)
38. Vide-grenier forcé (Junk in the Trunk)
39. Le Code des inventeurs (The Inventor's Code)
40. Bébé bébé Brent (Baby-Baby Brent)
41. Le Talentueux monsieur Boutons (The Talented Mr. Buttons)
42. La Météorite (The Girl Who Cried Meteor)
43. La Course à la piñata (I Gotta Piñata)
44. Une armée de sardines (Your Fish Is My Command)
45. J'ai épousé une pastèque (So I Married a Watermelon)
46. Scoop toujours (The Shelbourne Identity)
47. Apprécier les choses simples (Appreciate This!)
48. Météo et fer à cheval (She's a Shoe-In)
49. Homard Noël, première partie (Lobster Claus Is Coming to Town: Part 1)
50. Homard Noël, deuxième partie (Lobster Claus Is Coming to Town: Part 2)
51. Retour vers le passé (When I Was Your Age)
52. La Dernière invention (Flint's Biggest Flup)

### Deuxième saison (2018)
1. titre français inconnu (Einstein's Moustache)
2. titre français inconnu (Power Struggle)
3. titre français inconnu (Brentonium)
4. titre français inconnu (Penguipocalypse)
5. titre français inconnu (Dance Fish Move Dance)
6. titre français inconnu (Sonny With a Chance of Disappointment)
7. titre français inconnu (Sam's Imaginary Friend)
8. titre français inconnu (Hands Up)
9. titre français inconnu (Brent Hog Day)
10. titre français inconnu (Baby Talk)
11. titre français inconnu (Now You See Him)
12. titre français inconnu (Major Science)
13. titre français inconnu (Something Fishy)
14. titre français inconnu (Out to FLUNCH)
15. titre français inconnu (The Kid's Got Moxy)
16. titre français inconnu (The New, New Girl)
17. titre français inconnu (Stormwave and Thunderhawk)
18. titre français inconnu (Squirrels Just Wanna Have Fun)
19. titre français inconnu (Sardine: The Movie)
20. titre français inconnu (The Boy Who Cried Robot)
21. titre français inconnu (Fizzy Fish)
22. titre français inconnu (FLUBER)
23. titre français inconnu (Timmy Rockgood)
24. titre français inconnu (Swallow Fails)
25. titre français inconnu (Poppa Piglet)
26. titre français inconnu (Mascot Wars)
27. titre français inconnu (Sardinasaurus)
28. titre français inconnu (Flint vs. Flint)
29. titre français inconnu (An Alluring Promise)
30. titre français inconnu (Brent Bro)
31. titre français inconnu (Sardinee Babies)
32. titre français inconnu (Party Tron)
33. titre français inconnu (The Happy Sardine)
34. titre français inconnu (Less Ordinary People)
35. titre français inconnu (Flint TV)
36. titre français inconnu (Spa Daze)
37. titre français inconnu (Mayor or Mayor Not)
38. titre français inconnu (Fisherman Sam)
39. titre français inconnu (Trees Company)
40. titre français inconnu (Tim, Jim and Kim)
41. titre français inconnu (Live and Let Diary)
42. titre français inconnu (Rainbow Tim)
43. titre français inconnu (Mermaid You Look)
44. titre français inconnu (Mrs. Tinklebottom)
45. titre français inconnu (When There's a Gil There's a Way)
46. titre français inconnu (Embarrass Brent)
47. titre français inconnu (Flint Land)
48. titre français inconnu (Your Dad is My Dad)
49. titre français inconnu (Totally Tall Tales)
50. titre français inconnu (Flint's Fabulous Future)
51. titre français inconnu (Have Yourself a Sardiney Little Christmas: Part 1)
52. titre français inconnu (Have Yourself a Sardiney Little Christmas: Part 2)

## Production
Annoncée en octobre 2014, la série est basée sur les films du même nom et est développée par DHX Media. À l'inverse des films qui sont en images de synthèse, la série est en animation traditionnelle. Le 2 février 2018, DHX Media annonce le renouvellement de Tempête de boulettes géantes pour une deuxième saison.